# Jahan Shah
Muzaffar al-Din Jahan Shah ibn Yusuf (in lingua farsi جهان شاه), Padishah-i Iran (in persiano) (1397 o 1405 – 11 novembre 1467) è stato un sovrano turkmeno che fu a capo della federazione tribale Kara Koyunlu in Azerbaigian e Arran. Regnò nel periodo 1438-1467 e durante il suo regno si adoperò per espanderne i confini, fino alla sua più ampia estensione, annettendo l'Anatolia orientale, la maggior parte dell'odierno Iraq, l'Iran centrale ed anche il Kerman. Soggiogò anche gli stati confinanti e divenne il più grande sovrano nella storia di Kara Koyunlu. Fu inoltre un presunto amante del bere e del divertimento. Durante il suo regno Jahan Shah fece costruire Gökmedrese e scuole coraniche Muzafferiye nella sua capitale Tabriz. Il XV secolo vide l'inizio di un periodo più importante nella storia della letteratura turca.  La posizione della lingua letteraria fu rafforzata sotto i Karakoyunlu (r. 1400-68), che avevano la loro capitale a Tabriz.  Jahānšāh (r. 1438-68) stesso scrisse poesie liriche in turco usando lo pseudonimo di «Ḥaqiqi».

## Biografia

### La presa del potere di Jahan Shah
Intorno al 1420 Jahan Shah sposò la figlia di Alessio IV di Trebisonda e Theodora Kantakouzene e negli accordi matrimoniali venne inserita la clausola che Alexius avrebbe continuato a pagare ai Kara Koyunlu il tributo che Trebisonda aveva pagato a Tamerlano. Durante il regno di suo fratello Qara Iskander (1420-36), come potenziale rivale al trono, la vita di Jahan Shah non fu facile ed egli dovette rifugiarsi, assieme a suo fratello Ispend, presso il sovrano di Baghdad. Nel 1436 ottenne l'appoggio del re della dinastia Timuride, Shah Rukh per sconfiggere Qara Iskander e salire al trono. Essendo stato aiutato da Shah Rukh regnò come suo vassallo.
Nel 1462, ʿAbd al-Razzaq descrive il regno di Jahan-shah nei seguenti termini:
(V. Minorsky, "Jihān-Shāh Qara-Qoyunlu and His Poetry (Turkmenica, 9)", Bulletin of the School of Oriental and African Studies, University of London, Vol. 16, No. 2 (1954), p. 277.)

### Campagne contro la Georgia
Nel 1440, re Alessandro I di Georgia rifiutò di pagare un tributo a Jahan Shah. Nel mese di marzo Jahan Shah rispose invadendo la Georgia con 20 000 uomini, radendo al suolo la città di Samshvilde e saccheggiando Tbilisi prima di tornare a Tabriz. Egli attuò poi una seconda spedizione militare contro la Georgia nel 1444. Le sue forze si scontrarono contro quelle del successore di Alessandro, re Vakhtang IV a Akhaltsikhe, ma la battaglia non ebbe esiti determinanti e Jahan Shah tornò a Tabriz.

### Conquista di Baghdad
Ispend, fratello di Jahan Shah, che aveva regnato su Baghdad e dintorni per dodici anni, morì nel 1445 lasciando il governo delle stato a suo nipote Elvend visto che suo figlio Fulad era ancora troppo giovane. Tuttavia la maggior parte degli emiri preferirono Fulad, Shah Jahan compreso. Decisero quindi di organizzare una spedizione militare contro Baghdad con il sostegno di alcuni degli emiri, che avevano cercato rifugio con lui. Dopo un assedio di sette mesi, Baghdad venne espugnata nel giugno del 1446.

### Indipendenza dall'impero timuride
Dopo la morte di Shah Rukh nel 1447, Jahan Shah acquisì l'indipendenza della confederazione dei Kara Koyunlu, ed iniziò ad attribuirsi i titoli di sultano e khan. Nello stesso tempo, l'impero timuride si avvantaggiò delle lotte fra i principi turkmeni e conquistò le città di Sultaniya e Qazvin.

### Conflitto con gli Ak Koyunlu
Da circa il 1447 Jahan Shah fu coinvolto in una disputa con Ak Koyunlu che era sempre stato un acerrimo nemico dei Kara Koyunlu. Jahan Shah sconfisse il sovrano della confederazione degli Ak Koyunlu, Uzun Hasan, e ne fece un suo vassallo. Queste lotte durarono fino al 1451, causando fra entrambi i contendenti morti e feriti.

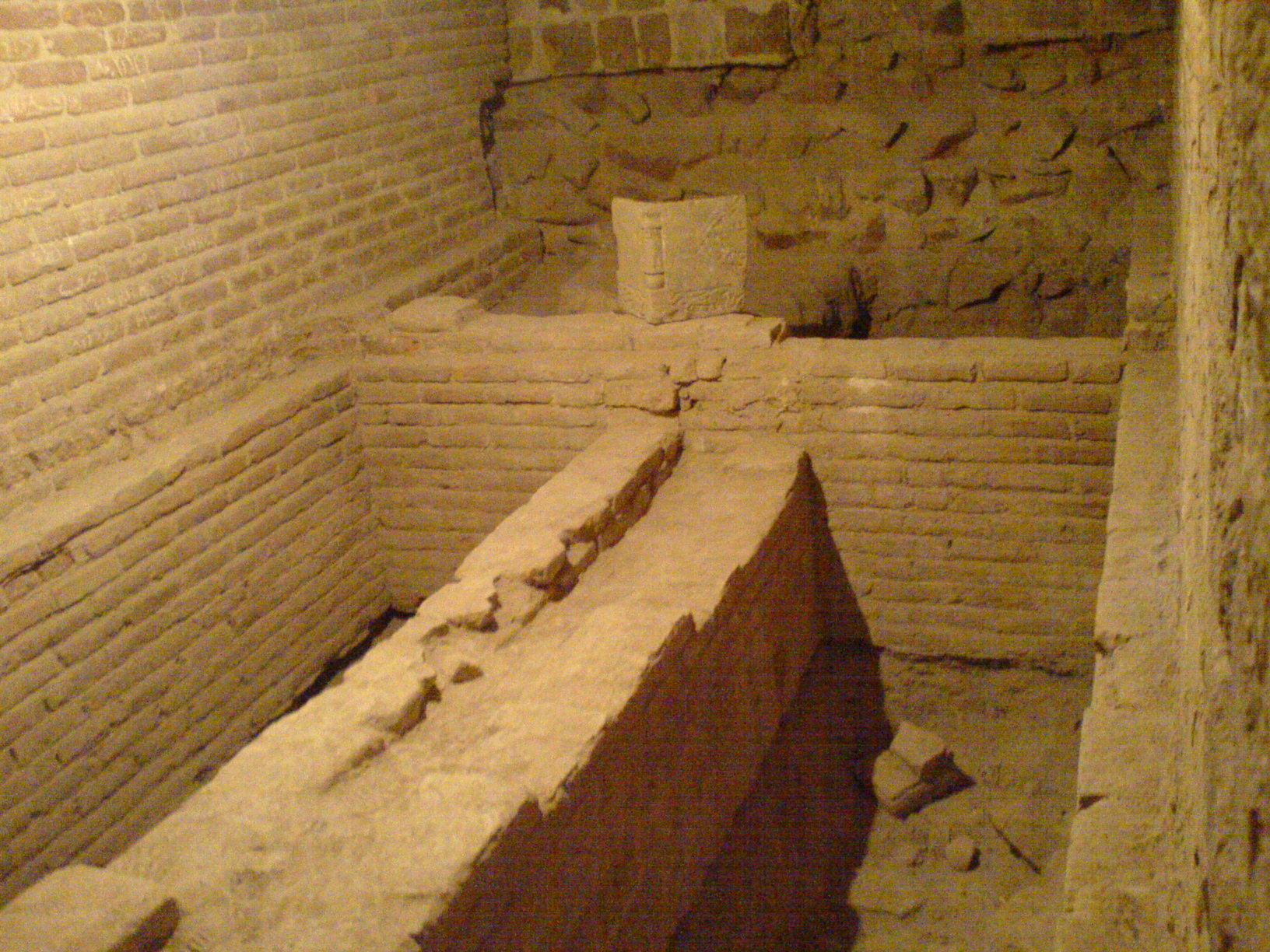
Tomba di Jahan Shah nella parte meridionale della Moschea Blu di Tabriz.

Jahan Shah lasciò Tabriz a capo di un grande esercito il 16 maggio 1466, e si recò presso il bacino del lago di Van. Mentre era accampato, si irritò nell'apprendere che Uzun Hasan aveva invaso le sue terre a capo di 12.000 cavalieri. Nel frattempo Uzun Hasan, sospettando che Jahan Shah stava progettando di attaccarlo, si era accuratamente nascosto nei passi di montagna. Alcuni emissari fecero la spola fra i due campi ma a causa delle pesanti richieste Jahan Shah, non venne raggiunto un accordo. Dopo essere avanzato fino a Muş, Shah Jahan dovette rimandare il suo attacco a causa dell'inizio dell'inverno. Mentre le sue truppe cominciarono a lamentarsi, decise di ritirarsi in una residenza invernale. Uzun Hasan li colse di sorpresa e il suo esercito li sconfisse definitivamente con un improvviso attacco l'11 novembre 1467. Jahan Shah venne ucciso mentre cercava di fuggire, e con la sua morte ebbe fine la grande epoca della storia Kara Koyunlu. Gli successe suo figlio Hasan Ali che si dimostrò un incompetente. Jahan Shah venne sepolto nella parte meridionale della Moschea Blu a Tabriz.